# Michal Brozman
Michal Brozman (* 17. března 1978) je bývalý český fotbalista, záložník. Nyní terapeut, konzultant a autor bestsellerů.

## Fotbalová kariéra
V české lize hrál za SK Dynamo České Budějovice. Nastoupil v 9 ligových utkáních. Ve druhé lize hrál za FC Tatran Poštorná.

## Ligová bilance
| Ročník                          | Zápasy | Góly | Klub                       |
| ------------------------------- | ------ | ---- | -------------------------- |
| 1. česká fotbalová liga 1995/96 | 4      | 0    | SK Dynamo České Budějovice |
| 2. česká fotbalová liga 1996/97 | 14     | 1    | FC Tatran Poštorná         |
| 2. česká fotbalová liga 1997/98 | 19     | 2    | FC Tatran Poštorná         |
| 2. česká fotbalová liga 1998/99 | 15     | 0    | FC Tatran Poštorná         |
| Gambrinus liga 2000/01          | 5      | 0    | SK Dynamo České Budějovice |
| CELKEM 1. česká liga            | 9      | 0    |                            |